# Marojala butleri
Marojala butleri är en fjärilsart som beskrevs av Pierre E.L. Viette 1966. Marojala butleri ingår i släktet Marojala och familjen nattflyn. Inga underarter finns listade i Catalogue of Life.